# Stenalcidia viridigrisea
Stenalcidia viridigrisea là một loài bướm đêm trong họ Geometridae.